# John L. Phillips
John Lynch Phillips, PhD (nascut el 15 d'abril de 1951) és un astronauta de la NASA. Phillips també és un capità retirat de la United States Navy Reserve. Phillips va rebre nombrosos guardons i honors especials. És un National Merit Scholar, graduat 2n en la seva classe de 906 persones a l'Acadèmia Naval dels Estats Units en el 1972. Phillips també ha sigut guardonat amb el NASA Space Flight Medal, NASA Distinguished Service Medal, la Medalla Gagarin i diverses més. Phillips ha registrat més de 4.400 hores de vol i 250 aterratges de portaavions, volant amb un A-7 durant el temps que va estar en la reserva de la Marina del 1982 al 2002. En l'època de la jubilació, en Phillips havia conservat el rang de capità.